# Ниязи, Амир
Амир Ниязи (англ. Amir Niazi, полное имя — Амир Абдулла Хан Ниязи; 1915, Лахор, Британская Индия — 1 февраля 2004, Лахор) — пакистанский военный деятель, был губернатором Восточного Пакистана, командиром пакистанских войск в Бангладеш в ходе войны за независимость. 16 декабря 1971 года Ниязи, в качестве командира пакистанской армии в Восточном Пакистане, подписал документ о капитуляции, после чего война между Индией и Пакистаном была закончена. Эта капитуляция была воспринята в мире как триумф индийских вооружённых сил и унижение Пакистана как региональной державы.

## Биография
11 июня 1944 года молодой офицер британской индийской армии Амир Ниязи был удостоен Военного креста за исключительную храбрость в бою, во время одного из сражений Бирманской кампании. 14-я армия под командованием генерала Уильяма Слима приостановила продвижение японцев в битве при Импхале. Офицера Ниязи британские командиры характеризовали как мастера застать неприятеля врасплох, отмечали его умение руководить личным составом, сохранять трезвость рассудка во время боя, способность менять тактику по ходу сражения и проводить диверсии.
После обретения независимости Пакистаном, Ниязи имел самое большое количество наград из всех офицеров в пакистанской армии. Когда он был направлен в Восточный Пакистан в апреле 1971 года, генерал Тикка Хан уже приступил к жестокой операции против бенгальских повстанцев. Ниязи осудил эту тактику, так как она была чревата последствиями: начался мятеж среди пакистанских солдат бенгальского происхождения, появилось враждебно настроенное местное население и негативная реакция мировых держав.
Тем не менее, через несколько месяцев войскам под командованием Амира Ниязи удалось частично отбить территорию, создавая возможность для политического урегулирования конфликта. Однако поддержка Индией бенгальских повстанцев в итоге вылилась в третью индо-пакистанскую войну. Маленький экспедиционный корпус пакистанских вооружённых сил оказался изолирован от Западного Пакистана, была нехватка оружия и ресурсов, враждебно настроенное местное население, всё это вместе не давало пакистанцам никаких шансов в войне против превосходящих сил Индии. Однако Исламабад принял решение сражаться до конца и отказался от внешней помощи и вмешательства ООН.
У Амира Ниязи не было другого выхода кроме как капитулировать и тем самым спасти жизни выживших в бойне пакистанских солдат. После капитуляции Ниязи провёл два года в качестве военнопленного в Индии, он был последним пакистанских военнослужащим, который пересёк границу после репатриации пленных. По возвращении в Пакистан он обнаружил, что в родной стране именно его винят в поражении в войне с Индией. Он обратился в военно-полевой суд с целью очистить своё имя от позора, но ему отказали в удовлетворении заявления.
Ниязи был с позором выгнан из армии, лишён боевых наград и пенсии. Когда он решил пойти в политику, чтобы быть услышанным — его посадили в тюрьму.
После выхода из тюрьмы он проживал в Лахоре. Его мемуары под названием «Предательство Восточного Пакистана» были опубликованы в 1998 году.
Ниязи был женат. У него осталось пятеро детей.